# Venarsal
Venarsal är en kommun i departementet Corrèze i regionen Nouvelle-Aquitaine i de centrala delarna av Frankrike. Kommunen ligger  i kantonen Malemort-sur-Corrèze som tillhör arrondissementet Brive-la-Gaillarde. År 2018 hade Venarsal 508 invånare.

## Befolkningsutveckling
Antalet invånare i kommunen Venarsal
Referens:INSEE